# Суперкубок Бахрейну з футболу 2019
Суперкубок Бахрейну з футболу 2019  — 10-й розіграш турніру. Матч відбувся 15 вересня 2019 року між чемпіоном Бахрейну і володарем кубка Короля Бахрейну клубом Аль-Ріффа та віце-чемпіоном Бахрейну клубом Манама Клаб.
| Володар Суперкубка Бахрейну 2019 |
| -------------------------------- |
|                                  |
| Аль-Ріффа Перший титул           |

## Матч

### Деталі
| 15 вересня 2019 18:30 (EEST) |

| Аль-Ріффа         | 1:1      | Манама Клаб                           |
| ----------------- | -------- | ------------------------------------- |
| Аль-Асвад 26'     |          | 5' (пен.)                             |
|                   | Пенальті |                                       |
| Харон · Аль-Асвад | 4:2      | Не забив · Не забив · Забито · Забито |

| Халіфа Спортс Сіті Стедіум, Мадінат-Іса Арбітр: Мохаммад Бонфур Джума |